# Slogan
Slogan je krilatica, fraza, moto ili kratki skup riječi koje se rabe u političke svrhe ili za oglašavanje. Cilj joj je da čestim ponavljanjem bude zapamćena ili dio prepoznatlive ideje ili proizvoda.
Političke stranke primjerice tijekom izbornih kampanja biraju slogan.
Krilatice se koriste i u heraldici na grbovima.